# Hirokazu Kore'eda
Hirokazu Koreeda (是枝 裕和?, Koreeda Hirokazu; Tokyo, 6 giugno 1962) è un regista, sceneggiatore e montatore giapponese.
È apprezzato per l'approccio innovativo con cui, nella sua esplorazione della natura umana, fonde finzione e tecniche narrative documentarie.
Centrali nel suo cinema sono i temi dei legami personali e familiari, del lutto e della perdita, della memoria, del senso di colpa, dell'infanzia e delle difficoltà della genitorialità.
Ha iniziato la sua carriera nel 1991 con il cinema documentario; nel 1995 ha realizzato il suo primo lungometraggio, Maborosi, che ha vinto il Premio Osella per la migliore sceneggiatura alla 52ª Mostra del Cinema di Venezia.
Al Festival di Cannes nel 2013 ha vinto il Premio della giuria per Father and Son e la Palma d'oro nel 2018 per Un affare di famiglia.
Il Festival internazionale del cinema di San Sebastián gli ha assegnato il Premio Donostia alla carriera nel 2018.

## Biografia
È nato a Tokyo il 6 giugno 1962, terzogenito di una famiglia di origine taiwanese da parte paterna. Una legge giapponese in vigore al tempo dei suoi nonni vietava alle persone con lo stesso cognome di sposarsi e, rientrando in questo caso, essi decisero di fuggire dall'isola di Amami Oshima alla città taiwanese di Kaohsiung, dove nacquero i loro figli.
Il padre di Hirokazu Koreeda durante la seconda guerra mondiale venne arruolato a Taiwan nell'esercito del Kwantung nello stato fantoccio giapponese della Manciuria e in seguito, fatto prigioniero dai russi, trascorse tre anni in un campo di lavoro in Siberia. Al suo rilascio nel 1950 mise piede per la prima volta in Giappone, ma non si riprese più da questa dura esperienza.

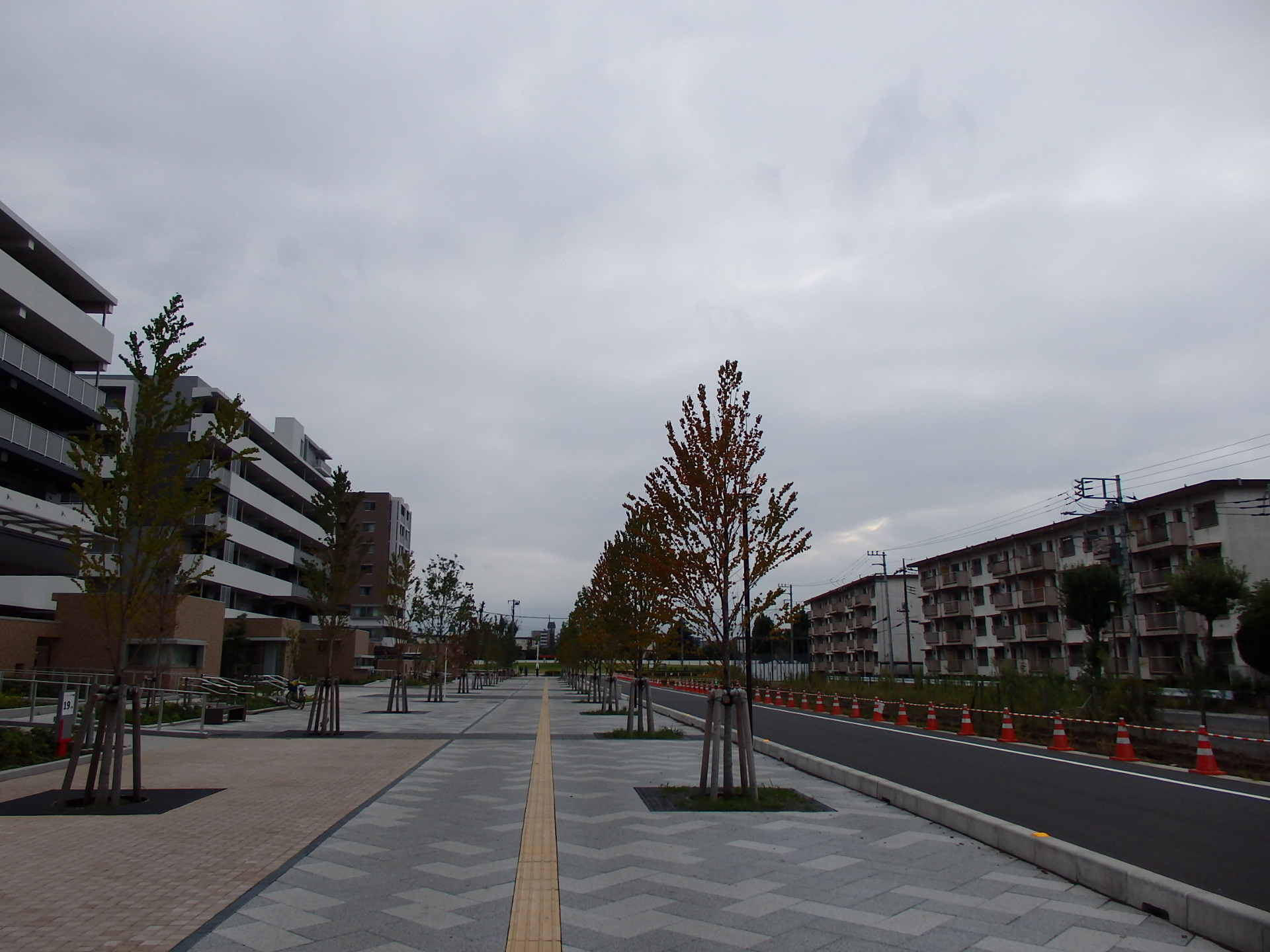
Danchi, edifici pubblici costruiti in Giappone negli anni '60 (a destra), di fronte a moderni appartamenti degli anni 2000 (a sinistra)

Gli anni in cui crebbe erano quelli dell'ascesa fulminea del Giappone a principale potenza economica mondiale, dopo l'Unione Sovietica e gli Stati Uniti. Trascorsi i primi anni della sua vita nella città di Nerima, a nord di Tokyo, all'età di nove anni si trasferì con la famiglia nella zona di Asahigaoka nella vicina città di Kiyose, in uno dei grandi complessi di edilizia popolare (danchi) costruiti tra gli anni '50 e '70 per ospitare le famiglie dei "salarymen", o dipendenti aziendali, tra i protagonisti della crescita del Giappone di quel periodo.
Il padre, occupato saltuariamente come operaio, si assentava frequentemente da casa, facendovi spesso ritorno sotto i fumi dell'alcol e rincorso dai creditori per i suoi debiti di gioco; la madre tra mille difficoltà cercava di restituire il denaro dovuto, affidandosi per mantenere la famiglia anche ai sussidi economici previsti dal governo.
Nei confronti del padre, genitore assente e con problemi di integrazione nella società e nella vita domestica a causa delle passate esperienze di guerra e di internamento, il regista ha mantenuto un atteggiamento ambivalente, avvertibile nelle figure di genitore presenti nei suoi diversi film, mentre le ristrettezze economiche vissute in famiglia trovano eco nell'attenzione riposta ai problemi di povertà e ai sussidi sociali, come in uno dei suoi primi documentari Shikashi… fukushi kirisute no jidai ni (trad.: Tuttavia... al tempo dei tagli agli aiuti governativi, 1991) e nei film Nessuno lo sa (2004), Ritratto di famiglia con tempesta (2016) e Un affare di famiglia (2018).
Durante la sua infanzia e fino alla sua giovinezza, egli è stato cresciuto principalmente dalla madre, dalla nonna e dalle due sorelle maggiori, un aspetto che conferisce ai suoi film una prospettiva femminile, oltre che autobiografica.
La madre era un'amante del cinema e durante la sua infanzia trascorse molto tempo con lei a guardare i film in TV, specie quelli con Ingrid Bergman, Joan Fontaine e Vivien Leigh, che lei adorava.

### Formazione
Nel 1972, mentre frequenta le scuole medie superiori, la vincita da parte del Giappone della medaglia d'oro nella pallavolo maschile alle Olimpiadi di Monaco del 1972, rese questo sport molto popolare e lo stimola a praticarlo; impegnato nel ruolo di palleggiatore, diventa poi capitano della squadra e allenatore dei più giovani.

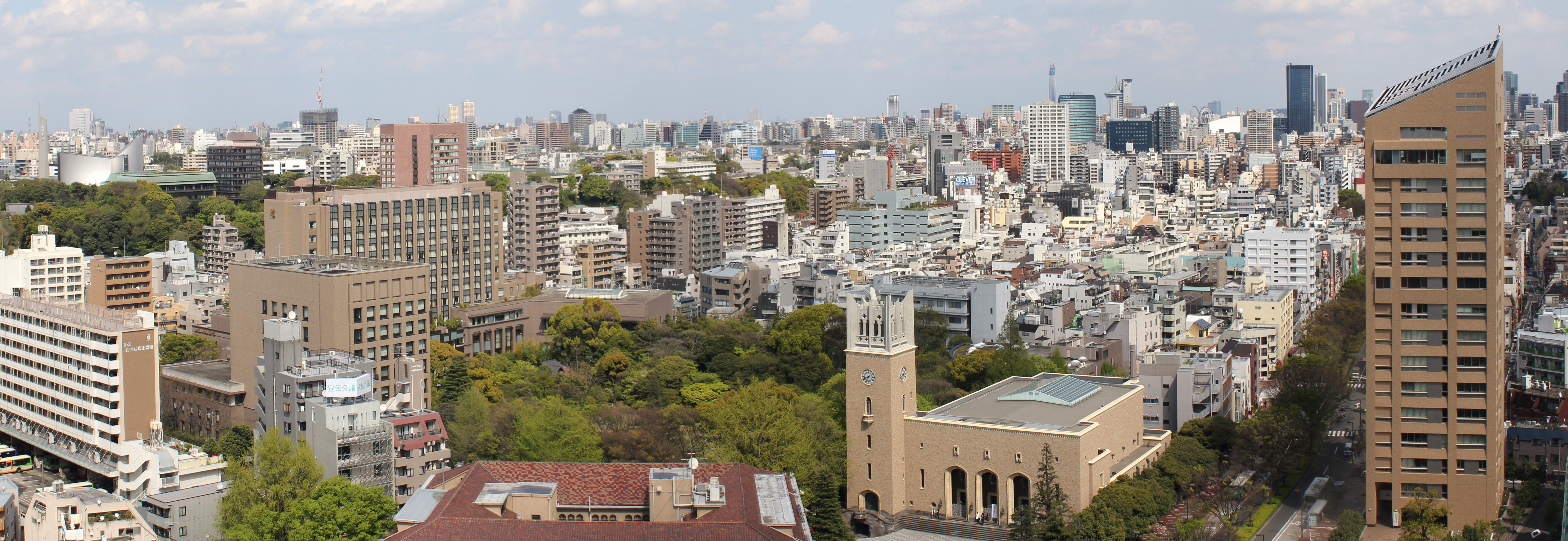
Waseda University (Tokyo). Vista del campus

Inizialmente respinto negli esami di ammissione, un anno dopo riesce ad iscriversi alla facoltà di lettere dell'Università di Waseda, rinomata per gli studi letterari, dove si era formato, ad esempio, lo scrittore Murakami Haruki.
In un'intervista, Kore-eda ha affermato di essere sempre stato molto interessato alle arti visive, ma di aver voluto in realtà diventare uno scrittore. L'interesse per la carriera di regista gli sarebbe nato mentre studiava all'università, dove trascorse molta parte del suo tempo leggendo sceneggiature e saltando le lezioni per guardare classici giapponesi e internazionali nei cinema d'essai di Tokyo. Il punto di svolta sarebbe venuto con la scoperta dei film di Fellini, da lui molto amato, ma dal quale in seguito non avrebbe tratto ispirazione per il suo cinema.
Per il suo legame familiare e personale con l'isola di provenienza dei nonni e del padre, ha invece sostenuto di ritenere il regista taiwanese Hou Hsiao-hsien come un padre e un modello nella sua ricerca del cinema, e Taiwan l'altra città natale.
Il suo tutor all'università, considerata la sua passione, gli avrebbe permesso di scrivere una sceneggiatura, la prima di molte, come tesi di laurea.

### Regista di documentari

#### 1991-1996

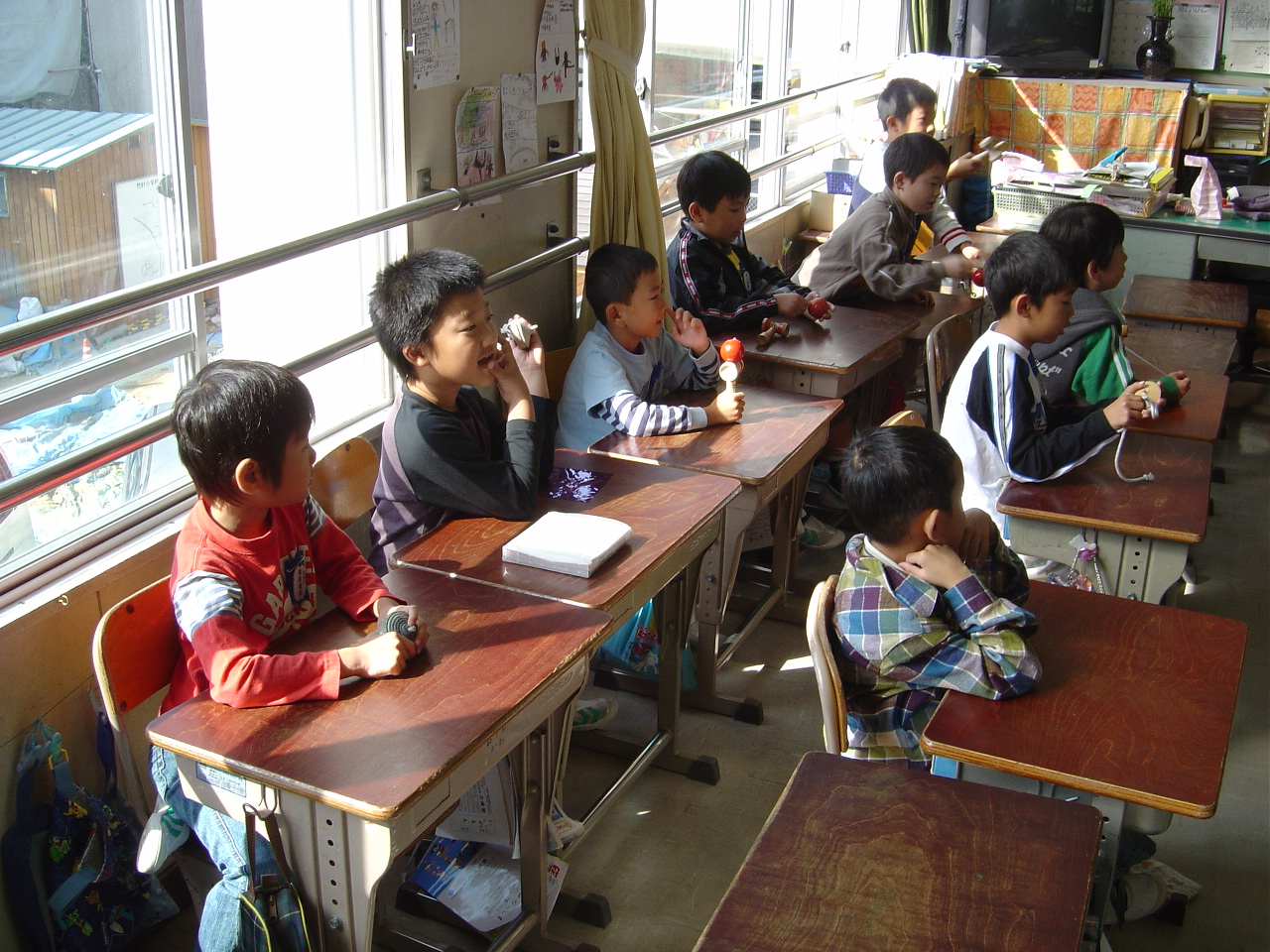
Scuola elementare in Giappone

Nel 1987, dopo la laurea, Kore-eda ottiene il lavoro presso la società di produzione televisiva TV Man Union, con sede a Shibuya, come assistente alla regia di programmi di documentari.

##### Lessons from a Calf(1991)
Pochi mesi dopo, insoddisfatto di quell'ambiente e dei ritmi di lavoro, avvia per conto proprio il suo primo documentario, basato su una storia letta anni prima su un giornale. Nel corso di tre anni, dall'ottobre 1988 al marzo 1991, spostandosi durante il suo tempo libero tra Tokyo e la campagna di Nagano, realizza Lessons from a Calf (tit. orig.: もう一つの教育〜伊那小学校春組の記録〜?, Mou hitotsu no kyouiku - Ina shogakkou haru gumi no kiroku, trad.: Un'altra educazione - Documenti del gruppo della Scuola elementare Ina, 1991), documentando la sperimentazione avviata in una scuola elementare rurale di Ina, dove l'insegnamento delle diverse discipline, dalla matematica alla musica, avveniva senza l'uso dei libri di testo e ruotava intorno ad un'esperienza reale ed emotivamente coinvolgente per gli alunni: l'allevamento e la cura di un giovane vitello.
Il concetto di "studi integrati" veniva applicato in un'attività condivisa che offriva ai bambini, oltre ad un innovativo metodo didattico, la possibilità di rapportarsi con il concetto di cura, di vita e di morte; la presenza dei bambini, il loro punto di vista e il tema del distacco (dopo aver vissuto tra gli scolari, alla fine del ciclo il vitello, diventato adulto, tra le lacrime dei giovani accudenti veniva riconsegnato alla fattoria di provenienza) sono gli elementi che caratterizzano il documentario e che ricompariranno anche altri suoi successivi film.
Dopo la messa in onda di Mou hitotsu no kyouiku in seconda serata sulla Fuji Television, e le buone critiche ricevute, i dirigenti della TV Man promuovono il suo autore alla posizione di regista, assegnandogli una troupe e consentendogli maggiore autonomia nei suoi progetti.

##### However...(1991)

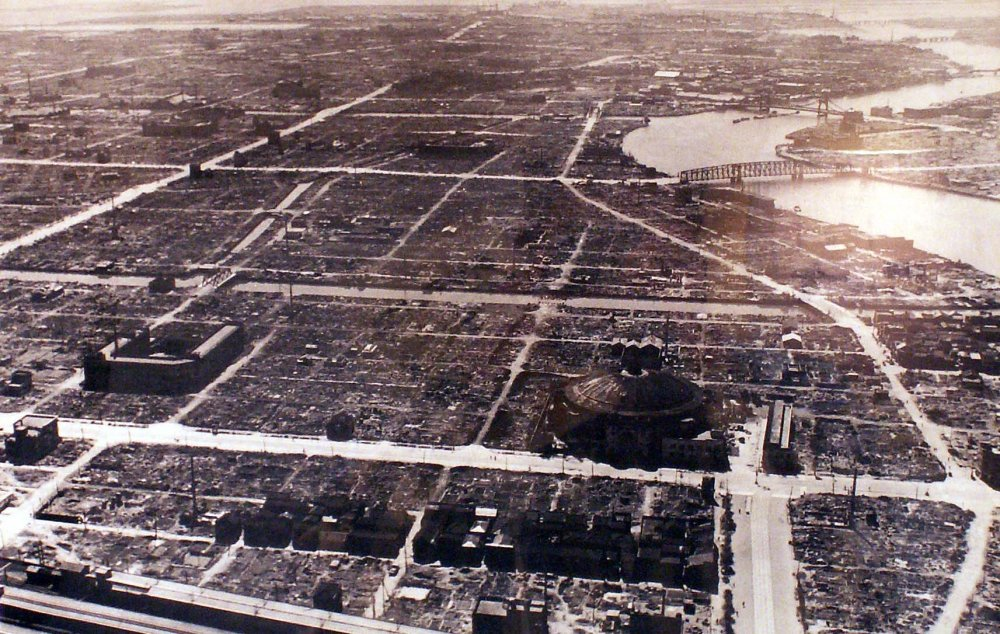
Tokyo dopo il bombardamento del marzo 1945

Nel successivo documentario, However... (tit. orig.:しかし… 福祉切り捨ての時代に?, Shikashi... fukushi kirisute no jidai ni, trad.: Tuttavia... Nell'era dei tagli al welfare, 1991), Kore-eda esplora un tema sociale a lui caro, attraverso le storie di due persone - Yamanouchi Yoyomori, ex capo del servizio sociale giapponese e Nobuko Harashima, una sopravvissuta al bombardamento di Tokyo - spinte prematuramente al suicidio a seguito di vicissitudini e sofferenze che chiamano in causa i servizi sociali, i tagli al welfare e la burocrazia giapponese.

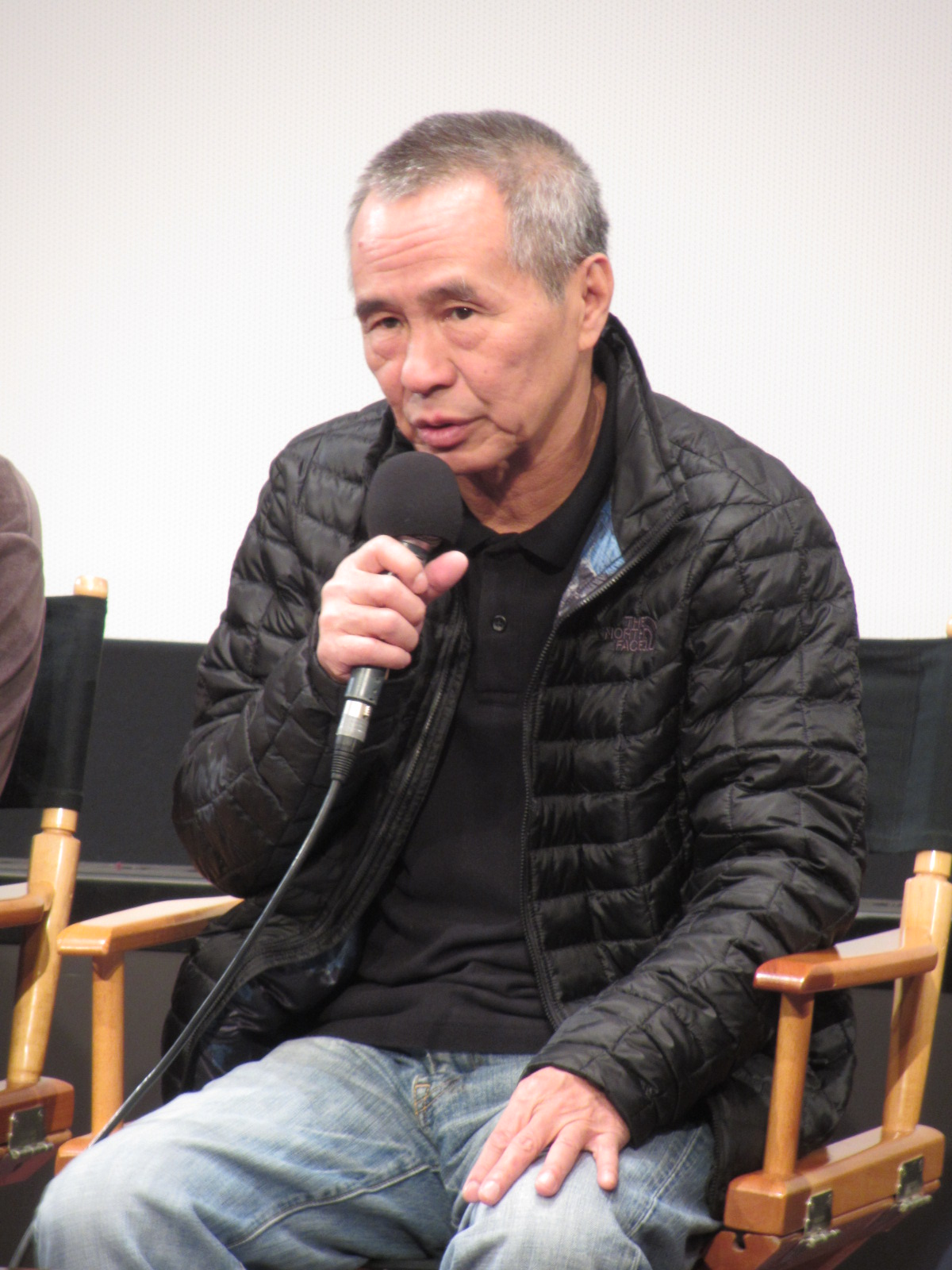
Il regista taiwanese Hou Hsiao-hsien

##### When Cinema Reflects the Times(1993)
Nel 1993 realizza il documentario When Cinema Reflects the Times: Hou Hsiao-hsien and Edward Yang (tit. orig.: 映画が時代を写す時－侯孝賢とエドワード・ヤン‘?, Eiga ga jidai utsusu toki, trad.: Quando i film riflettono i tempi: Hou Hsiao-hsien and Edward Yang), un omaggio ai due cineasti esponenti della cosiddetta Nouvelle Vague taiwanese degli anni ottanta, Hou Hsiao-hsien ed Edward Yang, che hanno influenzato notevolmente le sue opere.
Kore-eda ha realizzato per la TV anche altri documentari focalizzati su personaggi della cultura, dell'arte e dello spettacolo, come quelli sui poeti e scrittori Miyazawa Kenji e Tanikawa Shuntarō, sull'attrice e musicista Cocco e sul comico Kinichi Hagimoto.

##### August without Him(1994)
In August without Him (tit. orig.: 彼のいない八月が?, Kare no inai hachigatsu ga, trad.: Agosto senza di lui, 1994) descrive gli ultimi mesi di vita di Hirata Yutaka, il primo paziente di AIDS apertamente gay in Giappone, intervenendo personalmente nelle riprese con una voce fuori campo per raccontare le sue impressioni sulla personalità di Hirata, sulla malattia e la morte, una novità rispetto ai precedenti documentari, come Lesson from a Calf, in cui non veniva utilizzata alcuna voce narrante.

##### This World(1996)
L'ultimo documentario prodotto negli anni novanta, This World (tit. orig.: 現しよ（往復書簡 河瀨直美×是枝裕和）?, Arawashi yo (ofuku shokan Kawase Naomi x Hirokazu Kore-eda), trad.: Lascia che appaia (corrispondenza tra Naomi Kawase e Hirokazu Kore-eda, 1996), un dialogo sotto forma di scambio di video con la regista giapponese Naomi Kawase, rappresenta una riflessione sul cinema e sul suo processo di produzione.

### Regista di film

#### 1995-2010

##### Maborosi(1995)

Una scena dal film Maborosi (1995)

Nel 1995, mentre lavora alla TV Man Union, debutta come regista di lungometraggi con il film Maborosi (幻の光?, Maboroshi no hikari, trad.: Luce fantasma) che riceve il Premio Osella per la migliore sceneggiatura alla 52ª Mostra del Cinema di Venezia.
Il film, ispirato a un romanzo breve di Teru Miyamoto, letto dal regista quando era studente universitario, è incentrato su una giovane donna, Yumiko, la cui vita è stata attraversata da due episodi dolorosi: l'abbandono della nonna durante la sua infanzia e l'inspiegabile suicidio del marito, avvenuto poco dopo la nascita del loro primo figlio.
L'illuminazione delle scene e le mutevoli condizioni atmosferiche nel villaggio in cui il film si svolge, fungono da metafora dello stato interiore di Yumiko, i cui interrogativi irrisolti e la conseguente inquietudine non riescono a farla riappacificare con il suo passato.
Ritornano in questo film, e nei successivi, i temi inizialmente esplorati in alcuni documentari, come i legami familiari e il modo in cui gli esseri umani affrontano la perdita e la morte, con uno stile minimalista, disadorno, composto principalmente da campi lunghi.
Per lo stile, il ritmo del tempo, i temi della memoria, della domesticità e la rappresentazione della vita quotidiana che caratterizzano il film, molti critici hanno paragonato quest'opera al cinema di Ozu, un accostamento proposto con molta frequenza anche nella successiva produzione di Kore-eda.

##### After life(1998)

Una scena dal film Wonderful Life (1998)

Prodotto nel 1998, il suo secondo film, Wonderful Life (ワンダフルライフ?, Wandafuru raifu, trad.: Vita meravigliosa), conosciuto anche come After Life, viene distribuito in oltre trenta paesi, dove ottiene numerosi premi, portando il lavoro di Kore-eda al riconoscimento internazionale.
Mescolando "finzione fantastica ed elementi semi-documentaristi", il film descrive lo stazionamento di un gruppo di persone, appena decedute, in una sorta di limbo nel quale, assistito da apposito personale, ognuno dovrà scegliere, entro una settimana, un solo ricordo della precedente esistenza da portarsi nell'aldilà. Il ricordo verrà poi trasformato dagli assistenti in un cortometraggio, proiettato ai visitatori alla fine della loro sosta nel passaggio tra la vita e la morte.
Per creare la sceneggiatura, Kore-eda incarica un gruppo di studenti universitari di intervistare circa cinquecento persone comuni, alle quali viene posta la stessa domanda indirizzata ai "fantasmi" del film: quale ricordo avrebbero voluto portare con sé dopo la morte. Tra gli intervistati seleziona alcuni soggetti che interpretano sé stessi nel film.
Questo stesso procedimento sarà utilizzato dal regista nel film del 2019 Le verità, nel quale, prima delle riprese, intervista le attrici protagoniste Juliette Binoche e Catherine Deneuve, inserendo le loro risposte nel montaggio finale.

##### Distance(2001)
Distance, presentato in concorso ufficiale al Festival di Cannes, è ispirato a uno dei più gravi attacchi terroristici avvenuti in Giappone nel dopoguerra: l'attentato alla metropolitana di Tokyo del 20 marzo 1995, compiuto con l'uso del gas nervino dalla setta religiosa dell'Aum Shinrikyō, in cui morirono 13 persone e ci furono oltre 5500 intossicati.
Nel film quattro parenti dei componenti di una setta religiosa apocalittica denominata l'Arco della Verità, responsabile di un'uccisione di massa, si incontrano tre anni dopo, in occasione dell'anniversario della morte dei loro cari, vicino al lago in cui erano state sparse le loro ceneri, dopo l'avvenuto suicidio di massa dei membri dell'Arco. Insieme all'unico sopravvissuto della setta, incontrato nei pressi, trascorrono una notte nella baita usata dagli autori del massacro per addestrarsi in previsione dell'attacco, immaginando gli ultimi giorni dei loro cari.
Distance si fonda in gran parte sull'improvvisazione, la maggior parte degli attori non conosceva come si sarebbe sviluppata la storia, e per questo rappresenta una tappa importante della sperimentazione di Kore-eda.

##### Nessuno lo sa(2004)
Nessuno lo sa (誰も知らない?, Dare mo shiranai) è ispirato a un evento di cronaca reale avvenuto nel 1998, il caso di quattro bambini abbandonati in un appartamento di Tokyo dalla loro madre per sei mesi, prima che qualcuno si occupasse di loro (è noto come il "caso dei quattro bambini abbandonati di Sugamo", Nishi-sugamo kodomo okizari jiken).

Una scena del film Nessuno lo sa

Metafora della disintegrazione dei rapporti familiari, dell'emarginazione e della scarsa attenzione degli adulti e dello stato nei confronti dei bambini - resi invisibili nel film perché ritenuti un peso, perché le regole condominiali non prevedono la loro presenza e i vicini fingono di non vedere e perché privi di una registrazione all'anagrafe - vengono ritratti dal regista, nella loro vita quotidiana, nella loro capacità di arrangiarsi, giocare e improvvisare.
Al giovane attore Yūya Yagira, dodicenne al momento delle riprese, che ha interpretato il personaggio del fratello maggiore, combattuto tra il desiderio di avere una vita normale e la necessità di accudire i fratelli, è stato assegnato il premio come miglior attore al Festival di Cannes. La sceneggiatura del film, scritta all'epoca dell'evento, è stata utilizzata per la realizzazione del film quindici anni dopo.

##### Hana(2006)

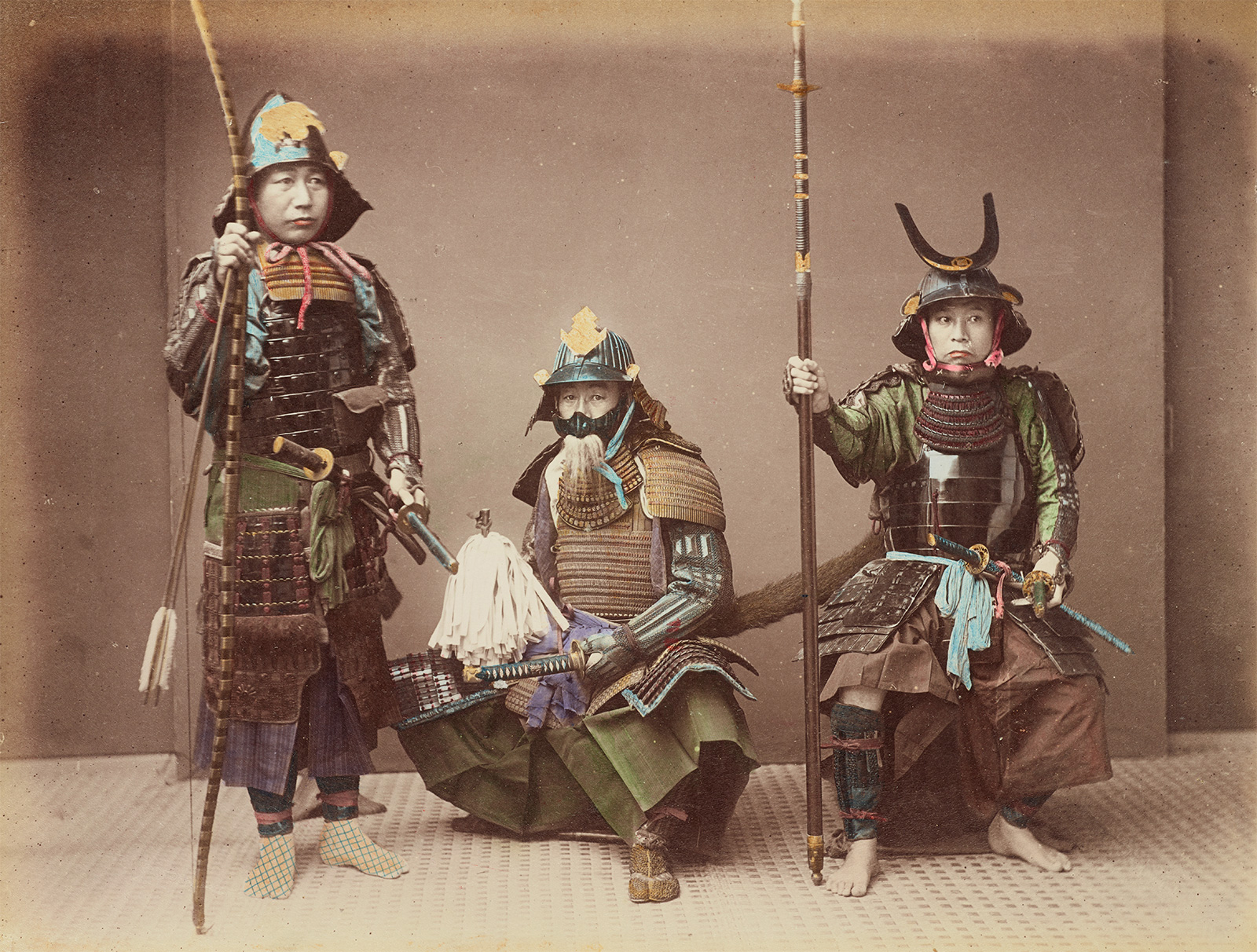
Samurai, anni '60 del XIX secolo

Hana, il racconto di un samurai riluttante (花よりもなほ?, Hana yori mo Naho) è un Jidai-geki, un dramma storico ambientato a Edo agli inizi del XVIII secolo che ha per protagonista Soza, un samurai che vuole vendicare l'assassino di suo padre. Anziché rappresentare il mito del guerriero indomito giapponese, Soza è un giovane sensibile che si lascia coinvolgere nella vita degli abitanti del quartiere in cui dovrebbe dare la caccia alla sua vittima. Un finto funerale consentirà a Soza di pronunciare parole di vendetta senza versare sangue e di mettere in discussione la pietà filiale in stile feudale, specie quando si renderà conto che, oltre agli stereotipi del codice bushido, l'insegnamento ricevuto dal padre è quello del gioco del go. Il tono del film è scanzonato e quasi umoristico.

##### Aruitemo aruitemo(2008)
Conosciuto anche con il titolo inglese Still Walking, il film descrive le dinamiche interne, i conflitti e i ricordi della famiglia Yokoyama, che da quindici anni si riunisce nella casa degli anziani genitori in occasione della commemorazione della morte del figlio maggiore Junpei, annegato per salvare la vita di un bambino.

##### Air Doll(2009)

Una scena del film Air Doll (2009)

Air Doll (空気人形?, Kūki Ningyō, trad. Bambola d'aria) è basato su un racconto di venti pagine di Yoshiie Gōda, serializzato nella rivista manga Big Comic Original della casa editrice Shogakukan.
Presentato al Festival di Cannes nella sezione Un Certain Regard, è stato descritto da Kore-eda come un film che parla del significato della vita, di come sia possibile riempire il vuoto, di cosa sia un essere umano, "della solitudine della vita urbana, sia per gli uomini che per le donne".
Racconta la storia di Nozomi, una bambola gonfiabile di proprietà di una persona di mezza età, Hideo, che gradualmente si anima e prende coscienza di essere dotata di un cuore e di un'anima. Girando per la città, si innamora di un dipendente di un negozio di noleggio video, Junichi, coinvolgendolo in una storia d'amore.

#### 2011-2020

##### Kiseki

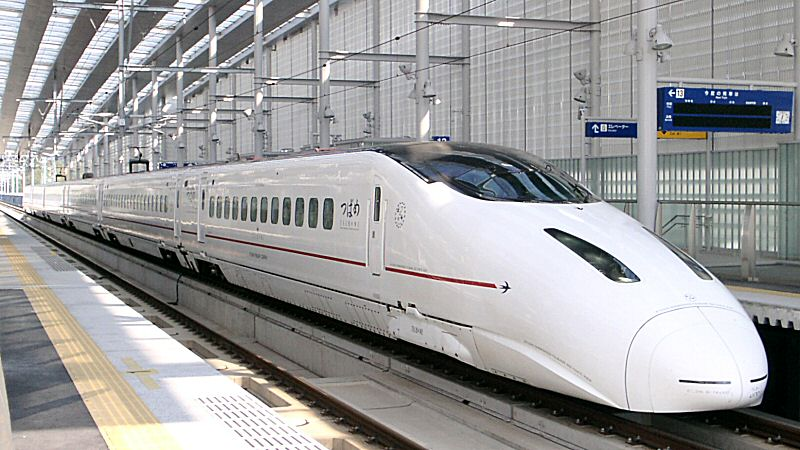
Kyūshū Shinkansen

Kiseki (奇跡, trad.: Miracolo), titolo in inglese I wish, racconta la storia di due giovani fratelli, Kōichi e Ryūnosuke, che a causa della separazione dei genitori sono costretti a vivere in città diverse, agli estremi opposti dell'isola di Kyūshū: Kōichi con la madre e i nonni a Kagoshima, nella parte meridionale, Ryūnosuke con il padre a Fukuoka, sulla costa settentrionale.
I due fratelli, in contatto telefonico quotidiano, sognano che i genitori ritornino insieme per poter riunire tutta la famiglia. Quando scoprono che sta per essere inaugurato un percorso per un treno ad alta velocità che collegherà le due città, si mettono in viaggio, coinvolgendo altri amici, ispirati da una credenza popolare secondo la quale quando due treni Shinkansen si incrociano per la prima volta, viene rilasciato un campo energetico che consente di realizzare i desideri.
Primo film "promozionale" di Kore-eda, è stato prodotto come progetto dalla società ferroviaria Kyushu JR Kyushu e da un'agenzia pubblicitaria affiliata alla società ferroviaria del Giappone orientale (JR East) per promuovere l'apertura del percorso Hakata - Kagoshima Chuo dello Shinkansen nel marzo 2011. Le linee Tsubame e Sakura che si incrociano nella prefettura di Kumamoto, hanno offerto al regista, che si definisce un fan dei treni, l'occasione per costruire la trama del film.

##### Father and Son(2013)
Father and Son ( そしてちちになる?, Soshite Chichi ni Naru, trad.: E diventa padre) è incentrato sul tema della genitorialità, prendendo spunto dal caso di due bambini scambiati in culla, dopo il parto in ospedale, da un'infermiera vendicativa.

Le rispettive famiglie verranno a conoscenza di questa sostituzione a sei anni dalla nascita dei loro figli, a seguito di un esame del sangue necessario per la loro ammissione alla scuola elementare. Dopo essersi interrogati a lungo se mantenere il figlio che hanno cresciuto o riavere il figlio biologico, le due famiglie scelgono la seconda soluzione.  

Una scena del film Father and Son (2013)

La differenza tra le due famiglie è di status sociale, istruzione e atteggiamento verso la genitorialità: Nonomiya Ryota è un affermato architetto e ha cresciuto Keita in un ambiente culturale ed economico elevato, ma, troppo dedito al suo lavoro, trascura la moglie e il figlio, dal quale pretende sempre alte "prestazioni". L'altra famiglia, composta dalla coppia Yukari e Yūdai Saiki, l'uno proprietario di un piccolo negozio di elettronica, l'altra commessa part-time in un negozio di bentō, vive in provincia, in una casa sobria e sempre in disordine, in cui si respira un'aria serena e i figli, con cui Ryusei entra subito in relazione, sono circondati da attenzione e affetto.
L'avvenuto scambio genera inizialmente sconcerto e insoddisfazione sia nei bambini che nei genitori, e culmina nella fuga di Ryusei, che insofferente delle regole e della disciplina impostegli da Ryota, vuole tornare dai genitori che lo hanno cresciuto. Sebbene la situazione sembri migliorare, il disagio che Ryusei continua a manifestarsi e la nostalgia di Ryota e della moglie per Keita inducono l'architetto a chiedere all'altra famiglia, che acconsente, di rinunciare allo scambio.
Se le difficili relazioni con i padri sono un tema presente anche in Aruitemo aruitemo, Little sister e Ritratto di famiglia con tempesta, questo film si interroga, in maniera più ampia, su cosa sia un padre, cosa sia un figlio, cosa sia una famiglia; la sceneggiatura di Father and Son è stata scritta decine di volte, indice della difficoltà di affrontare questo tema, indagato da Kore-eda con estrema delicatezza, esplorando le implicazioni di sei anni di accudimento di un bambino e riflettendo sull'importanza delle capacità di cura e della dimensione affettiva rispetto ai legami di sangue.
Il film ha vinto Premio della giuria al Festival di Cannes del 2013. Il Presidente della Giuria, Steven Spielberg, impressionato dall'opera, ha manifestato il suo interesse per acquistarne i diritti per un remake.

##### Little sister(2015)
Little Sister (海街, Umimachi Diary), basato sul manga Our Little Sister - Diario di Kamakura di Akimi Yoshida, racconta le vicende e la vita in comune delle tre sorelle Koda, alle quali si aggiunge una sorellastra quattordicenne, Suzu, conosciuta al funerale del padre da cui sono state abbandonate quindici anni prima, che loro stesse invitano a vivere nella loro casa. 

Una scena del film Little Sister (2015)

Le quattro sorelle ricordano le sorelle Makioka del romanzo Neve sottile (Sasame Yuki) di Jun'ichirō Tanizaki, di cui nel 1983 il regista Kon Ichikawa ha realizzato l'adattamento cinematografico; Sachi e Yoshino assomigliano in qualche modo alle sorelle Makioka Yukiko e Taeko, e con il romanzo condividono l'assenza dei genitori, in entrambi i casi deceduti. Comune al film di Ichikawa è la scena della passeggiata delle sorelle sotto i fiori di sakura, accompagnata dalla musica di Händel.
Il critico cinematografico A. O. Scott ha paragonato il film a un racconto di Cechov, in cui l'accumulo di dettagli, molti dei quali quotidiani e apparentemente insignificanti, arrivano a creare "un effetto sorprendentemente potente".
Imparare a superare l'amarezza verso i genitori che hanno fallito nel loro ruolo è un tema presente anche in altri film di Kore-eda, come Nessuno sa, Aruitemo aruitemo, Ritratto di famiglia con tempesta, Distance e Un affare di famiglia.

##### Ritratto di famiglia con tempesta(2016)
Ritratto di famiglia con tempesta (海よりもまだ深く, Umi yori mo mada fukaku, trad. Ancora più profondo del mare), riprende il tema dei vincoli parentali, tanto da far ipotizzare ad alcuni critici che si tratti dell'ultima parte di una "ideale" trilogia iniziata con Father and Son (centrata sulla paternità) e continuata con Little Sister (centrata sulla sorellanza).
Il film ruota intorno al personaggio di Ryota Shinoda, uno scrittore fallito che si arrabatta in diverse attività, tra cui quella di detective privato che non disdegna piccole truffe e il gioco d'azzardo per sopravvivere e per pagare gli alimenti del figlio undicenne che vive con la moglie da cui si è separato.
La ex famiglia, riunitasi in occasione di una visita alla madre di Ryota che vive da sola in un complesso residenziale (l'Asahigaoka nella città di Kiyose, Tokyo, lo stesso in cui il regista ha vissuto dai nove ai ventotto anni), è costretta dall'arrivo di un tifone a dormire sotto lo stesso tetto per una notte. È l'occasione per Ryota di tentare un riavvicinamento con la ex moglie, di cui è ancora innamorato, e con il figlio, che non lo stima e dal quale si è allontanato.
Kore-eda ha dichiarato che il film, riassunto nella prima pagina della sceneggiatura nella frase "Non tutti possono diventare gli adulti che vorrebbero essere", è "una storia realistica di persone che non riescono a rinunciare ai propri sogni e a trovare la felicità anche se si trovano ad affrontare una realtà così disperata.'' La canzone Deep Breath ハナレグミ affidata al musicista Hanaregumi (Takashi Nagazumi), membro del gruppo funk Super Butter Dog, come sigla del film e accompagnamento della storia principale, parla di "persone che vivono in un presente leggermente diverso dal futuro che sognavano."
Il tono del film non è drammatico e per la sua ambientazione e i risvolti bizzarri del racconto è stato ritenuto, nel cinema di Kore-eda, quello che maggiormente si connota per la presenza di una vena comica e leggera.

##### Il terzo omicidio(2017)

Una scena del film Il terzo omicidio (2017)

Il terzo omicidio (三度目の殺人, Sandome no satsujin), presentato alla 74ª Mostra internazionale d'arte cinematografica di Venezia, è un thriller giudiziario che ha per protagonista un avvocato di successo, Tomoaki Shigemori, impegnato a salvare dalla pena di morte Misumi Takashi, condannato per l'omicidio del suo datore di lavoro. Trent'anni prima Misumi si era già reso responsabile di un analogo crimine, ed il padre di Tomoaki, allora impegnato nella sua difesa, era riuscito ad evitargli la pena capitale. Durante le sue indagini Tomoaki viene messo di fronte a diverse versioni dell'accaduto da parte del suo assistito, reo confesso, e comincia a interrogarsi su quale sia la verità.
Le sue conversazioni con altre persone coinvolte in questo caso di omicidio, ognuna delle quali offre una propria versione dei fatti, rafforzano la sensazione che la verità sia sfuggente e che non esista un'unica interpretazione della realtà. In questo senso alcuni critici hanno ritenuto il film un omaggio a Rashomon di Kurosawa.

##### Un affare di famiglia(2018)

Scena dal film Un affare di famiglia (2018)

Un affare di famiglia  (万引き家族?, Manbiki kazoku, trad.: Una famiglia di ladri), conosciuto in ambito internazionale come Shoplifters, racconta la storia di un gruppo di persone, in parte legato da vincoli di parentela, che vive in condizioni di povertà e ai margini della società, alla periferia di Tokyo, mantenendosi con lavori precari, temporanei e sottopagati, e piccoli furti nei supermercati. 
In un articolo su Film Criticism questo gruppo - la nonna Hatsue, il marito Osamu e la moglie Nobuyo, il ragazzo Shota, la giovane Aki, e la bambina, chiamata alternativamente Yuri/Lin, vittima di abusi, che hanno accolto per compassione nella loro casa - è stato definito una famiglia "non biologica o patriarcale, ma nomade e collettiva", un'“autodefinizione anarchica di ciò che rende buona una famiglia". Nello studio di Linda C. Ehrlich viene categorizzata come una specie di nakama, un raggruppamento sociale primario basato su una rete di "legame o reciprocità".
Kore-eda, che ha scritto la sceneggiatura ispirandosi ai resoconti sulla povertà e sui furti nei negozi in Giappone, ha dichiarato di aver voluto approfondire la questione posta in Father and Son, ossia se una famiglia si fondi sui legami di sangue o su altri elementi, come il tempo trascorso insieme dai membri che ne fanno parte. In Un affare di famiglia questo interrogativo viene posto all'interno di un contesto più ampio, perché il film, oltre ad occuparsi di una dinamica familiare, esplora anche il confine tra famiglia e società.

##### Le verità(2019)
Le verità (La Vérité), di produzione franco-giapponese, presentato in concorso alla 76ª Mostra del cinema di Venezia, è il primo film di Kore-eda girato in Europa e in una lingua diversa dal giapponese.
Interpretato da Catherine Deneuve e Juliette Binoche, è incentrato sul rapporto tra una famosa attrice francese, Fabienne Daugeville, che sta per pubblicare la sua autobiografia, e la figlia Lumir, sceneggiatrice, che vive a New York e si reca a trovarla con il marito e la figlia in occasione dell'uscita del libro.

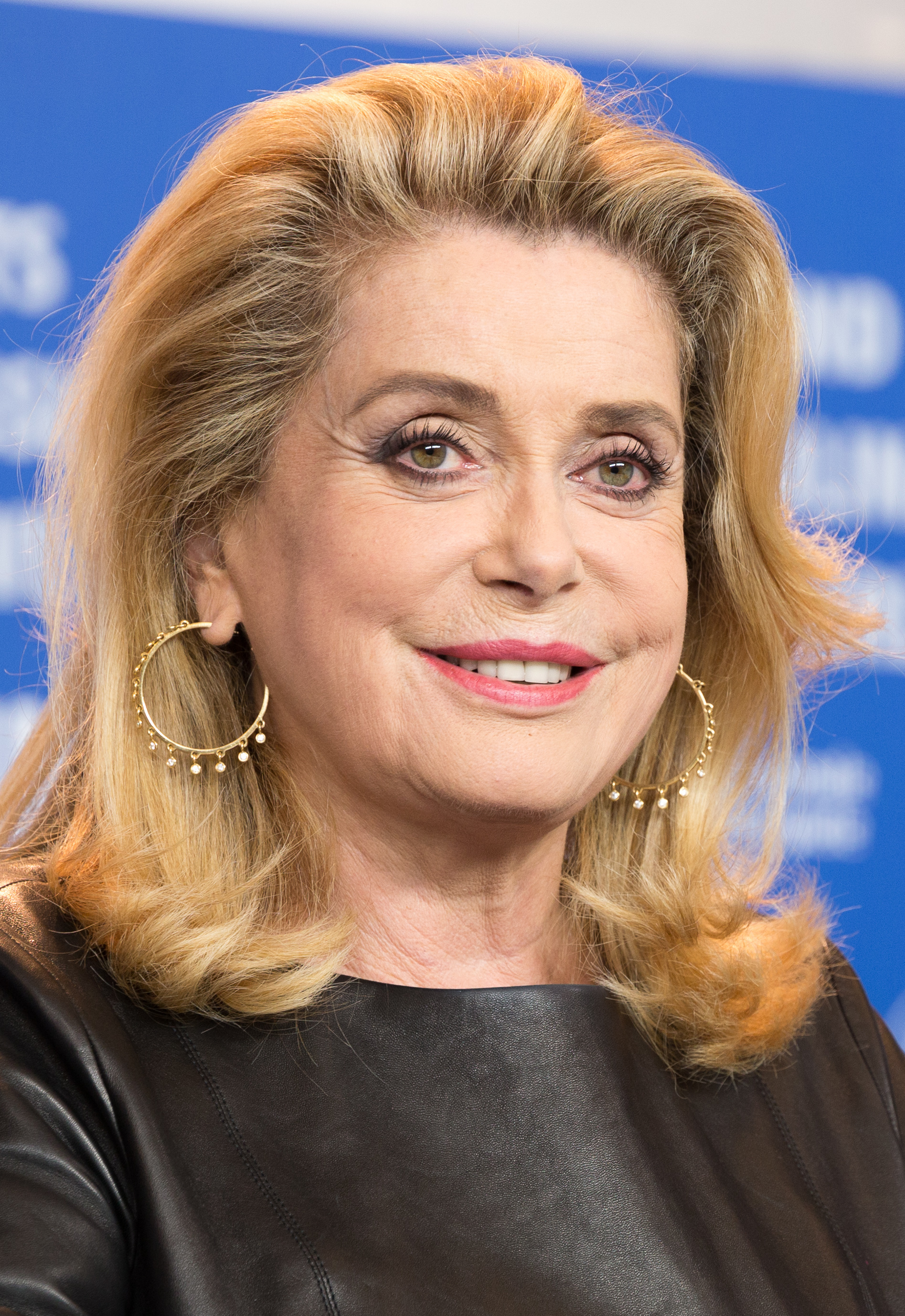
Catherine Deneuve, una delle protagoniste del film Le verità (2019)

L'autobiografia e il suo contenuto, di cui Lumir contesta la veridicità, funge da elemento scatenante di un conflitto tra madre e figlia che ha radici più profonde, chiamando in causa il passato, ossia il rancore di Lumir per essere stata trascurata da bambina da una madre interessata solo alla propria carriera, e il presente, costellato da altri discutibili comportamenti tenuti da Fabienne durante la visita della figlia, nei quali l'attrice mette in luce il proprio narcisismo e la propria insensibilità nei confronti dei familiari e dei suoi colleghi di lavoro.
Mentre Lumir è in visita, assiste alle riprese di un film di fantascienza che Fabienne sta interpretando, dal titolo Memories of My Mother, incentrato sulla storia di una madre che per arginare l'avanzata del suo cancro, si trasferisce nello spazio, dove il corso del tempo è rallentato, e si reca ogni sette anni in visita alla figlia (interpretata da Fabienne) che vive sulla terra, dove il tempo scorre normalmente, vedendola così invecchiare e superare la sua stessa età. Questo "film nel film" è stato interpretato da alcuni critici come lo sforzo delle due donne di entrare in contatto l'una con l'altra, in una diversa dimensione; quella della memoria è contestata sia da Fabienne che rimprovera la figlia quando mette in discussione i contenuti della sua autobiografia, sia da molti altri personaggi del film che ribadiscono l'inaffidabilità dei ricordi.
Gli elementi meta-cinematografici, il ribaltamento del ruolo madre/figlia, il gioco di specchi, l'intreccio realtà e finzione, recitazione e narrazione, la difficoltà di distinguere il ruolo dei personaggi che conducono i dialoghi, rendono questo film particolarmente complesso e, per alcuni critici, diverso dai precedenti.
Kore-eda ha affermato che, sebbene il tema del conflitto familiare possa farlo ritenere simile ai precedenti, ha voluto sperimentare "le atmosfere di Viale del tramonto per la capacità di ruotare attorno alla personalità e alla realtà di un'attrice". Gli echi e i parallelismi che intercorrono tra Catherine Deneuve e Fabienne Daugeville sembrano confermare l'idea del film come riflessione "sulle responsabilità degli artisti che basano il loro lavoro su persone ed eventi reali."

#### 2021-

##### Broker(2022)
Le buone stelle - Broker (브로커,  Beurokeo) è il primo film di Kore-eda girato in Corea, nella lingua e con un cast di stelle del cinema di quel paese, come Song Kang-ho, uno dei protagonisti di Parasite, Bae Doo-na, famosa per i suoi ruoli in The Host, Cloud Atlas e già protagonista del film Air Doll (2009) di Kore-eda, e la superstar del K-Pop IU.

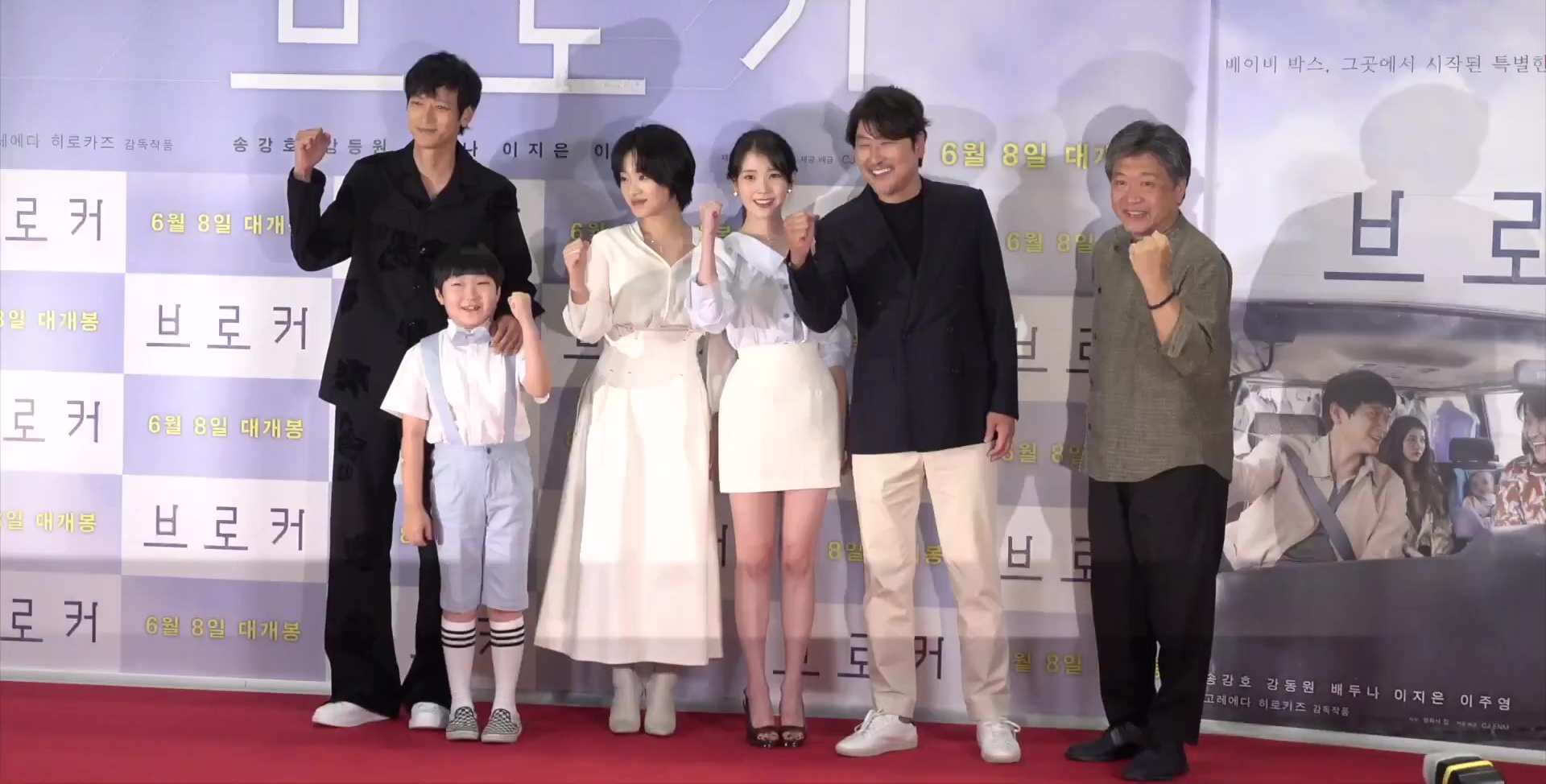
Il cast di Broker con il regista, 2022

Il film si sviluppa intorno ad un particolare strumento messo a disposizione del sistema di adozione coreano, ma diffuso anche in altri paesi, il "baby box", uno spazio riscaldato e protetto, generalmente collocato all'esterno degli ospedali o delle chiese, in cui le madri, in forma anonima, possono lasciare i neonati che intendono lasciare ad altri in adozione.
La storia è incentrata su una coppia di amici squattrinati, Sang-hyun proprietario di una lavanderia, ricattato dai gangster locali, e Dong-soo, volontario in una chiesa in cui è allestita una baby box, che per pagare i propri debiti e garantirsi delle entrate, a volte vendono i neonati abbandonati a coppie desiderose di un figlio. Il racconto si intreccia con la storia di So-young, una madre che dopo aver abbandonato il figlio e aver scoperto il traffico illegale dei due uomini, si unisce a loro in un viaggio all'interno del paese - trasmettendo al film il ritmo di un "road movie" - alla ricerca di una coppia "adatta" cui assegnare il neonato.
Lo sviluppo degli eventi, a cui prenderà parte anche una coppia di investigatrici sulle tracce dei due uomini, e il piccolo Hae-Jin, fuggito dall'orfanatrofio in cui Dong-Soo è cresciuto, dopo essersi intrufolato nel furgone della combriccola in viaggio, vedrà il formarsi di un particolare legame tra i componenti del composito gruppo, divenuto una sorta di famiglia improvvisata, che porterà ognuno a modificare più volte i propri propositi e a cambiare il proprio atteggiamento nei confronti degli altri e la propria visione delle cose.
Il film pone la questione della genitorialità (in particolare della maternità) e solleva una riflessione sul crimine, sulla corrispondenza tra morale e legge e sulle contraddizioni degli esseri umani e della società. Il suo legame con uno dei film precedenti di Koreeda, Shoplifters, è stato menzionato dallo stesso regista che ha affermato di aver sviluppato la trama dei due film contemporaneamente e di vederli come "fratelli" e complementari, "per il comune interesse per gli emarginati sociali che si uniscono per formare famiglie non convenzionali".

##### L'innocenza(2023)
L'innocenza, primo film di Kore-eda tratto da una sceneggiatura di cui non è autore (è stata scritta dallo sceneggiatore televisivo Yūji Sakamoto), e primo film in cui il regista affronta una tematica LGBT, racconta dell'amicizia tra due compagni di scuola, Minato e Yori.
La storia si suddivide in tre parti, ognuna delle quali rappresenta un punto di vista. Il primo è quello dalla madre single di Minato, Saori, che preoccupata degli strani comportamenti del figlio, ne ricerca le cause nell'ambiente scolastico, chiedendo all'istituzione che le venga data una risposta.
Le altre due parti leggono la storia dal punto di vista dell'insegnante Hori e di Minato, mettendo in discussione, con conseguente spaesamento dello spettatore, i giudizi spesso approssimati e il concetto di verità, un tema già presente in altri film del regista giapponese, come Il terzo omicidio, accostato da alcuni critici a Rashomon di Akira Kurosawa.
Il titolo originale del film, Kaibutsu, ossia Mostro, andato perduto nella traduzione italiana, secondo Kore-eda "riflette quel senso di pericolo, di crudeltà e d’innocenza che permea l’intero racconto", si riferisce al "mostro" che gli adulti cercano fuori da se stessi, e a quello che i bambini sono convinti di avere dentro di loro, "dovuto al sistema di valori trasmesso dagli adulti che impone ciò che è giusto e ciò che è sbagliato, specialmente riguardo alla mascolinità".

## Temi
Temi ricorrenti nell'opera di Kore-eda sono il concetto di famiglia, l'infanzia, la memoria, l'assenza nelle forme del lutto, della perdita di una persona cara, e della mancanza di qualcosa o di qualcuno "che dovrebbe esserci ma non c'è".
L'esplorazione dei legami familiari avviene sotto diverse forme; in Still Walking, Ritratto di famiglia con tempesta, Little Sister assume quella dei difficili rapporti con i padri; in Nessuno lo sa, Still Walking, Ritratto di famiglia con tempesta, Un affare di famiglia, Le verità, quella dei genitori che falliscono nei loro compiti, una delle declinazioni dell'assenza. La questione di cosa sia una famiglia, di quanto sia importante la biologia rispetto ad altre comunanze e legami, percorre il dramma dello scambio di bambini in Father and Son, l'esperienza di sorellanza in Little Sister e quella della comunità/famiglia alternativa in Un affare di famiglia e Broker.
L'assenza causata da un lutto, il dolore generato da una morte inspiegabile, caratterizzano Maborosi, nella forma del suicidio inaspettato di un giovane marito, un tema già presente nel precedente documentario However... (1991); in Still Walking assume quella dell'inconsolabile perdita del figlio maggiore della famiglia Yokoyama, annegato per salvare un bambino, mentre in Distance (2001) ha il profilo del rito e del ricordo dei parenti dei terroristi morti che commemorano l'anniversario del loro suicidio; assume un aspetto quasi comico nella vendetta per l'omicidio del padre ordita dal giovane ronin in Hana, e una prospettiva fantasy in After Life.
La dimensione dell'assenza come alienazione e mancanza di relazioni umane è il tema di Air Doll, in cui la bambola gonfiabile che il proprietario usa come surrogato sessuale, è essa stessa destinata alla solitudine, anche dopo aver preso coscienza di avere un cuore; vuoto e assenza di risposte da parte della società e delle istituzioni connotano il contesto delle politiche assistenziali governative, che inducono i più deboli all'arte di arrangiarsi per sopravvivere, come in Nessuno lo sa  e in Un affare di famiglia. Assenza, infine, come mancanza di un giudizio definitivo, di un'unica verità, è uno dei temi de Il terzo omicidio, Le verità e Broker, in cui i personaggi mutano spesso le loro decisioni e la coppia di venditori di bambini acquista un carattere empatico e romantico, anziché delinquenziale e aberrante.

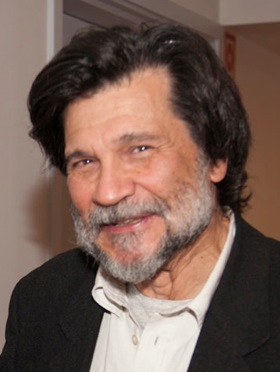
Il regista spagnolo Víctor Erice

I bambini sono al centro della produzione di Koreeda fin dal primo documentario, Lessons from a Calf (1991), e diventano la lente con cui misurare le capacità di investimento affettivo e di cura degli adulti; abbandonati dalla madre per i quali sono diventati un peso, sono lasciati al loro destino in Nessuno sa, divisi da un divorzio in I wish, poco seguiti dal padre in Ritratto di famiglia con tempesta (2016), oggetto di conflitto e di scambio in Father and Son. Molti dei film di Koreeda sono costruiti sul loro punto di vista, le sceneggiature danno spazio alla loro recitazione e i dialoghi spiegati e non fatti imparare a memoria dal copione.
Il tema della memoria - nelle sue tre declinazioni di ricordi personali, memoria della storia come elemento esterno alla costruzione della propria identità e memoria costruita nelle relazioni con gli altri -  è un altro tema che caratterizza il lavoro del regista, e che richiama il suo legame con Víctor Erice, un autore che Kore-eda ha posto tra quelli che lo hanno maggiormente influenzato. È presente nel documentario per TV Without Memory (Ushinwareta toki, 1996), che narra la storia di un padre di famiglia affetto da una forma di amnesia degradante e nel "trittico della memoria" rappresentato dai suoi primi tre film: Maborosi, After Life e Distance.
In Maborosi si concentra sul ricordo di un congiunto che si è suicidato, da cui la protagonista non riesce a liberarsi; in After Life, dove un gruppo di persone appena decedute deve scegliere un ricordo che verrà convertito in un'immagine registrata, consentendo la selezione di una traccia del proprio passato da portare nell'aldilà, il tema della memoria si identifica con quello dell'identità personale; in Distance assume la forma di memoria collettiva, ricostruita dai frammenti dei ricordi dei parenti degli scomparsi che si sono riuniti per commemorarli.

## Influenze

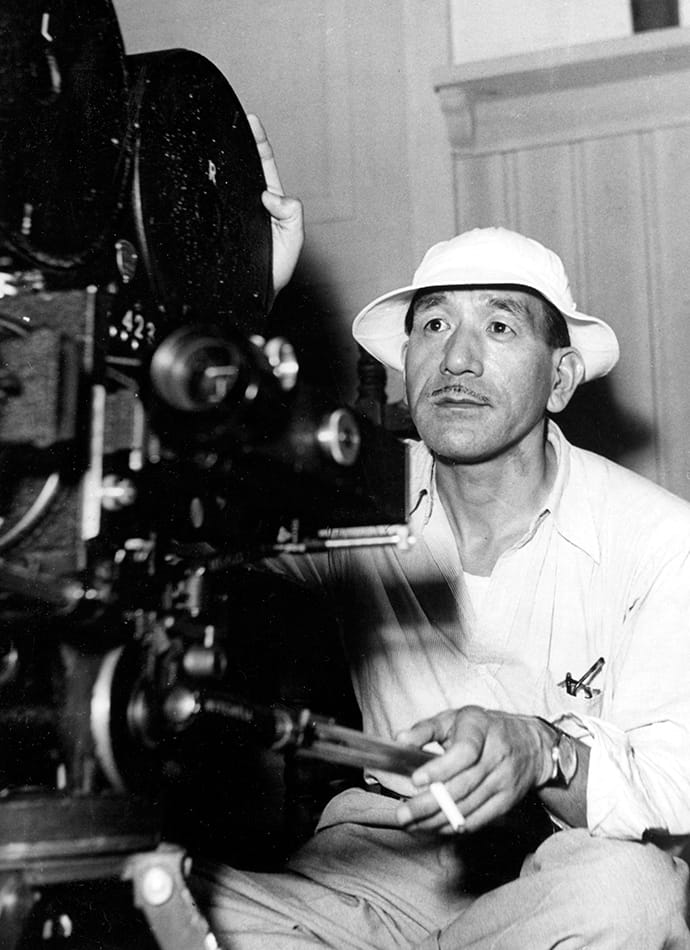
Yasujirō Ozu

A partire dal suo primo lungometraggio, Maborosi (1995), i critici hanno accostato lo stile di Kore-eda a quello di Yasujirō Ozu (1903-1963), sia per le tematiche trattate che per le scelte stilistiche.
Comune ai due registi sarebbero l'interesse per la memoria, l'alienazione, la perdita, così come il senso estetico del mono no aware, l'attitudine ad apprezzare le cose del mondo per quello che sono, nella loro dimensione transitoria, imperfetta e misteriosa.
Dal punto di vista stilistico condividerebbero l'uso limitato della telecamera, la quasi totale assenza di panoramiche, riprese in movimento, primi piani o zoom, immagini dell'ambiente naturale o scene di oggetti di uso quotidiano, sperimentate da Ozu per "contenere le emozioni", sospendere il tempo narrativo inducendo alla riflessione. In Maborosi sono frequenti le scene di persone impegnate in attività ordinarie, mentre l'azione drammatica e la trama sono poco sviluppate; nella seconda parte del film predominano le immagini e i suoni dell'acqua, la vastità del mare, spostando lo sforzo intellettuale di dare un senso alle cose al "guardare a ciò che è".
Sebbene Kore-eda riconosca di aver imitato lo stile di Ozu in Maborosi, secondo altri critici gran parte del suo successivo lavoro si differenzierebbe da quello del progenitore, esprimendo una distanza critica dalla tradizione, attraverso l'uso dello stile come "commento della stessa storia cinematografica giapponese". Secondo Marc Yamada ciò sarebbe rilevabile, ad esempio, nel modo in cui Kore-eda tratta "due aspetti iconici dell'opera di Ozu": le "riprese tatami", ossia la tecnica di riprendere le scene da una telecamera posizionata vicino al pavimento, e le "pillow shots", stacchi di inquadrature apparentemente casuali su oggetti della vita quotidiana, intervallate nel film.
In After Life, secondo lo studioso statunitense, l'inquadratura "tatami" di Ichirō che fa colazione seduto sul pavimento, mentre sua moglie lavora in cucina dietro di lui, sarebbe un "meta-trattamento dello stile di Ozu", una riproposizione consapevole dello stile del regista di Viaggio a Tokyo, scelta per attivare nel pubblico la memoria di opere peculiari del cinema giapponese classico, creando nello stesso tempo una distanza dalla tradizione cinematografica.
La differenza tra Ozu e Kore-eda risiederebbe anche nei contenuti delle storie narrate: il conflitto generazionale rappresentato nel classico Viaggio a Tokyo, metafora del Giappone postbellico spogliato del suo passato, stretto "tra la permanenza dei valori tradizionali e l’inarrestabile assimilazione di nuovi modi di vita", in Kore-eda assume una dimensione più intima, nella quale prevale l'indagine sulla memoria. In alcuni casi, i ricordi e le eredità familiari hanno un esito positivo, come in Hana, dove il samurai riconosce, anche se in modo personale e con un risvolto comico, gli insegnamenti del padre, o in Nessuno lo sa, dove i bambini abbandonati dalla madre riescono ad andare avanti e a sopravvivere nonostante il trauma subito, perché "Kore-eda scommette sempre su chi resta", non su chi se ne è andato.

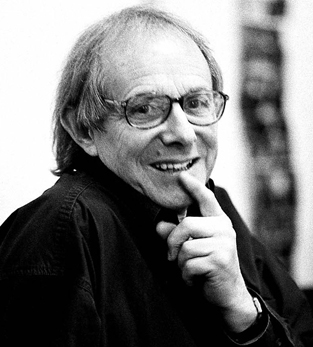
Ken Loach

Kore-eda ha dichiarato di essere stato fortemente influenzato dal cinema del regista taiwanese Hou Hsiao-hsien, cui ha dedicato uno dei suoi primi documentari, e che il suo lavoro può richiamare quello di cineasti europei, come Ken Loach e i fratelli Dardenne, di cui si dice ammiratore.
L'uso da parte dei fratelli Dardenne di una telecamera a mano in Rosetta (1999) per seguire le lotte di una ragazza povera sedicenne alla ricerca di un impiego, ha influenzato lo stile e il contenuto tematico di Nessuno lo sa e Shoplifters, così come il realismo sociale di Ken Loach ha orientato l'attenzione per gli emarginati sociali nei film di Kore-eda.
Lo stesso regista giapponese ha dichiarato che il film di Loach Kes (1969), la storia di un ragazzo dalla vita difficile, maltrattato in famiglia e vittima di bullismo a scuola, che trova conforto nell'allevamento di un gheppio, ha avuto un'influenza formativa sul suo lavoro con attori bambini in film come Nessuno lo sa, I Wish e Father and Son. Al regista britannico si sarebbe inoltre rivolto per chiedere consigli su come lavorare con giovani attori durante le riprese di Nessuno lo sa.
Kore-eda ha tuttavia precisato in un'intervista che nella sua produzione attuale non pensa ad altri registi mentre produce un film: "Lavoro solo con quello che ho e con quello che viene da dentro di me. Mi concentro sul rapporto con gli attori che ho scelto. Interagiamo e il film nasce da quello."

## Critica
Diversi critici, giapponesi e non, hanno interpretato l'opera di Kore-eda come una manifestazione dell'estetica tradizionale giapponese, per l'approccio minimalista e per la sensibilità mostrata per la natura transitoria ed effimera delle cose, collocandolo accanto ai cineasti dell'età d'oro del cinema giapponese negli anni cinquanta e sessanta.
Il regista giapponese Higuchi Naofumi ha visto in Maborosi e in altri film di Kore-eda un'esemplificazione del valore estetico del mono no aware. Lo studioso delle religioni statunitense William LaFleur ha notato come, al pari di Ozu, Kore-eda realizza film che esprimono un atteggiamento di soggezione di fronte all'immensità e al mistero dell'universo. Sia le tecniche cinematografiche - come in Maborosi in cui l'immobilità della macchina da presa evocherebbe "una posizione di contemplazione" - sia la narrazione, esprimerebbero, a suo parere, la "profonda incomprensibilità degli eventi", veicolando una visione del mondo che sottolinea l'inspiegabilità degli accadimenti umani, inutilmente affrontabili attraverso l'intelletto, perché essi rimangono sconosciuti.
Francisca Cho, confrontando Rashōmon di Kurosawa e Maborosi parla di un'estetica yūgen che connoterebbe questi due film e che risiederebbe nel modo in cui essi rinunciano a dare a spiegazioni (in Marabosi ai motivi dell'avvenuto suicidio del marito della protagonista), accantonando la luce e la chiarezza a favore di un apprezzamento estetico dell'ombra.
Kore-eda ha affermato di non aver mai basato consapevolmente lo stile cinematografico sull'estetica di forme tradizionali, come il buddhismo zen.
Secondo Marc Yamada, autore di un libro sul cinema di Kore-eda, il dibattito sulla "giapponesità" dei suoi film non dovrebbe far dimenticare che a livello internazionale il pubblico più che dalla descrizione di un "Giappone esotico", viene attratto dalle sue opere per la "rappresentazione umanistica dei film di famiglie e individui che lottano per connettersi e sopravvivere nei tempi moderni"; contrariamente a quanti riconducono i suoi film all'estetica tradizionale giapponese, a suo parere sarebbe l'eccesso, e non il minimalismo, la caratteristica centrale del "marchio di umanesimo di Koreeda". Un eccesso inteso in termini cinematografici come "spostamento da un focus critico sulla narrazione unificante dei testi cinematografici", a forze opposte ed eterogenee che si collocano al di fuori di essi, superando e sfuggendo a questi sistemi narrativi e organizzativi.
Lo studioso di cinema Alexander Jacoby ha evidenziato come l' "interesse di Kore-eda sia rivolto sia alle realtà sociali che alle verità esistenziali"; Justin Chang ha riconosciuto al suo cinema un'insolita capacità di "individuare sorprendenti sfumature drammatiche e variazioni tonali all'interno di un intervallo apparentemente ristretto".

## Filmografia

### Regista

#### Cinema
- Maborosi (Maboroshi no hikari) (1995)
- Wonderful Life (Wandafuru Raifu) (1998)
- Distance (Disutansu) (2001)
- Nessuno lo sa (Daremo shiranai) (2004)
- Hana yori mo naho (2006)
- Aruitemo aruitemo (2008)
- Kūki ningyō (2009)
- Kiseki (2011)
- Father and Son (Soshite chichi ni naru) (2013)
- Little Sister (Umimachi Diary) (2015)
- Ritratto di famiglia con tempesta (Umi yori mo mada fukaku) (2016)
- Il terzo omicidio (Sandome no satsujin) (2017)
- Un affare di famiglia (Manbiki kazoku) (2018)
- Le verità (La Vérité) (2019)
- Le buone stelle - Broker (Broker) (2022)
- L'innocenza (Kaibutsu) (2023)

#### Documentari
- Mo hitotsu no kyoiku - Ina shogakko haru gumi no kiroku (Lessons from a Calf , 1991)[102][103]
- Shikashi . . . fukushi kirisute no jidai ni (However ... In the Time of Government Aid Cuts, 1991)[102]
- Kogai wa doko e itta... (Where Has All the Pollution Gone? 1991)[102]
- Nihonjin ni narita katta (I Wish I Could Be Japanese, 1992)[102]
- Eiga ga jidai o utsusu toki - Hou Hsiao-Hsien to Edward Yang (When Cinema Reflects the Times: Hou Hsiao-hsien and Edward Yang, 1993)[102]
- Shinsho suketchi - sorezore no Miyazawa Kenji (Soul Sketches-Every Person's Kenji Miyazawa, 1993)
- Yottsu no shibu jikoku (Four Times of Death, 1993)
- Kare no inai hachigatsu ga (August without Him, 1994)[102]
- Kioku ga ushinawareta toki (Without Memory, 1996)[102][104]
- Arawashiyo (This World, 1996) - diretto con Kawase Naomi
- Aruku yōna haya-sa de 〜 37, 319-ri no ōdishon (2002) - realizzato per Nippon Television
- Kaette kita deka matsuri (Cop Festival Returns, 2003)
- Umareta basho (Birthplace, 2003)[105]
- Watashi ga kodomodatta koro Tanikawa Shuntarō-hen (2008)
- Daijōbu Dearu Yō ni: Cocco Owaranai Tabi (Cocco’s Journey Without End, 2008)
- Shirīzu kenpō 〜 dai 9-jō sensō hōki bōkyaku (Series Constitution. Article 9. War Renunciation. Oblivion, 2008)[102]
- Fukushima kara no messêji (The Message from Fukushima, 2012)
- Ishibumi: Wasurenai. Anatatachi no koto o (2015).[106][107]
- The Center Line (2021)

#### Televisione
- Nonfix – serie TV, 8 episodi (1991-2006)
- Dokyumentarī ningengekijō – serie TV documentario, 1 episodio (1993)
- Hōdō no tamashī – serie TV documentario, 1 episodio (2008)
- Ayashiki bungō kaidan – serie TV, episodio 1x04 (2010)
- Going My Home – serie TV, 5 episodi (2012)
- Mirai e no tegami 2014 〜 are kara 3-nen tachimashita  (2014) - programma trasmesso su NHK General TV[108]
- Kyō no, Akinai (Today's Business, 2015) - programma televisivo[109]
- Makanai – serie TV (2023)
- Asura – serie TV (2025)

### Sceneggiatore

#### Cinema
- Wonderful Life (1998)
- Distance (Disutansu) (2001)
- Nessuno lo sa (Daremo shiranai) (2004)
- Hana yori mo naho (2006)
- Aruitemo aruitemo (2008)
- Kūki ningyō (2009)
- Kiseki (2011)
- Father and Son (Soshite chichi ni naru) (2013)
- Little Sister (Umimachi Diary) (2015)
- Ritratto di famiglia con tempesta (Umi yori mo mada fukaku) (2016)
- Il terzo omicidio (Sandome no satsujin) (2017)
- Un affare di famiglia (Manbiki kazoku) (2018)
- Le verità (La Vérité) (2019)
- Le buone stelle - Broker (Broker) (2022)

#### Televisione
- Going My Home – serie TV, 5 episodi (2012)

### Produttore

#### Cinema
- Kakuto, regia di Yūsuke Iseya (2002)
- Hebi ichigo, regia di Miwa Nishikawa (2003)
- Nessuno lo sa (Daremo shiranai) (2004)
- Kūki ningyō (2009)
- Endingu nōto, regia di Mami Sunada - documentario (2011)
- Un affare di famiglia (Manbiki kazoku) (2018)
- Tōnen, regia di Akiyo Fujimura, Kei Ishikawa, Yusuke Kinoshita, Chie Hayakawa e Megumi Tsuno (2018)

#### Televisione
- Kioku ga ushinawa reta toki… – documentario (1996)

## Premi e riconoscimenti
- Premio BAFTA
  - 2019 - Candidatura al miglior film non in lingua inglese per Un affare di famiglia
- Festival di Cannes
  - 2001 - In competizione per la Palma d'oro per Distance
  - 2004 - In competizione per la Palma d'oro per Nessuno lo sa
  - 2009 - In competizione per il premio Un Certain Regard per Kūki ningyō
  - 2013 - Premio della giuria per Father and Son
  - 2013 - In competizione per la Palma d'oro per Father and Son
  - 2015 - In competizione per la Palma d'oro per Little Sister
  - 2016 - In competizione per il premio Un Certain Regard per Ritratto di famiglia con tempesta
  - 2018 - Palma d'oro per Un affare di famiglia
  - 2022 - In competizione per la Palma d'oro per Le buone stelle - Broker
  - 2023 - In competizione per la Palma d'oro per Kaibutsu
- Mostra internazionale d'arte cinematografica di Venezia
  - 1995 - In competizione per il Leone d'oro al miglior film per Maborosi
  - 2017 - In competizione per il Leone d'oro al miglior film per Sandome no satsujin
  - 2019 - In competizione per il Leone d'oro al miglior film per Le verità
- Asian Film Awards
  - 2009 - Miglior regista per Aruitemo aruitemo
  - 2014 - Candidatura per il miglior regista per Father and Son
  - 2016 - Candidatura per il miglior regista per Little Sister
  - 2018 - Candidatura per il miglior film per Sandome no satsujin
  - 2018 - Candidatura per il miglior montaggio per Sandome no satsujin
  - 2019 - Candidatura per il miglior regista per Un affare di famiglia
- Awards of the Japanese Academy
  - 2014 - Candidatura per il miglior film per Father and Son
  - 2014 - Candidatura per il miglior regista per Father and Son
  - 2014 - Candidatura per la miglior sceneggiatura per Father and Son
  - 2014 - Candidatura per il miglior montaggio per Father and Son
  - 2016 - Miglior regista per Little Sister
  - 2016 - Candidatura per la miglior sceneggiatura per Little Sister
  - 2016 - Candidatura per il miglior montaggio per Little Sister
  - 2018 - Miglior regista per Sandome no satsujin
  - 2018 - Miglior sceneggiatore per Sandome no satsujin
  - 2018 - Miglior montaggio per Sandome no satsujin
  - 2019 - Miglior regista per Un affare di famiglia
  - 2019 - Miglior sceneggiatore per Un affare di famiglia
  - 2019 - Candidatura per il miglior montaggio per Un affare di famiglia
- Blue Ribbon Awards
  - 2005 - Miglior film per Nessuno lo sa
  - 2005 - Miglior regista per Nessuno lo sa
  - 2009 - Miglior regista per Aruitemo aruitemo
  - 2013 - Candidatura per il miglior regista per Father and Son
- British Independent Film Awards
  - 2018 - Candidato al miglior film indipendente internazionale per Un affare di famiglia
- Chicago Film Critics Association
  - 2000 - Candidato al miglior film in lingua straniera per Wandāfuru raifu
- Festival internazionale del cinema di Mar del Plata
  - 2008 - Astor d'oro al miglior film per Aruitemo aruitemo
- Festival internazionale del cinema di San Sebastián
  - 1998 - Candidato alla Concha de Oro per Wandāfuru raifu
  - 2006 - Candidato alla Concha de Oro per Hana yori mo naho
  - 2011 - Miglior sceneggiatura per Kiseki
  - 2018 - Premio Donostia alla carriera
  - 2022 - Premio Robert Bresson